# سانی‌ساید، ویچیتا، کانزاس
سانی‌ساید (به انگلیسی: Sunnyside) یک منطقهٔ مسکونی در ایالات متحده آمریکا است که در کانزاس واقع شده‌است. سانی‌ساید ۱٬۵۰۹ نفر جمعیت دارد و ۳۹۴٫۱۱ متر بالاتر از سطح دریا واقع شده‌است.